# Distretto di Tukums
Il distretto di Tukums (in lettone Tukuma rajons) è stato uno dei 26 distretti della Lettonia situato nella parte occidentale del paese e affacciato al golfo di Riga. In base alla nuova suddivisione amministrativa è stato abolito a partire dal 1º luglio 2009